# Задорье (Архангельская область)
Задо́рье — деревня в Устьянском районе Архангельской области. Входит в состав Березницкого сельского поселения.

## География
Деревня расположена на высоком холме на правом берегу реки Устья. Через Задорье проходит асфальтовая автодорога, двигаясь по которой в направлении Вельска можно выехать на федеральную автотрассу М8 Москва — Архангельск.
Ближайшие населённые пункты — деревни Березник, Едьма и Горбылец.

## Население
| 2002 | 2010 | 2012 |
| ---- | ---- | ---- |
| 106  | ↘99  | ↗102 |

Численность населения деревни, по данным Всероссийской переписи населения 2010 года, составляет 99 человек. На 1.01.2010 числилось 105 человек.